# Karl Adam (entrenador de remo)
Karl Adam (Hagen, Alemania, 2 de mayo de 1912 - Bad Salzuflen, Alemania, 18 de junio de 1976) fue un entrenador de remo alemán y judío considerado uno de los más exitosos e innovadores entrenadores de remo de la historia.

## Trayectoria
Adam tuvo un gran impacto en una de las mejores y más fructíferas épocas de la historia del remo alemán que comenzaba a finales de los años 50. Fue cofundador del club Ratzeburg Rowing Club en 1953 y director de la Academia de Remo de Ratzeburg. Curiosamente antes de ser entrenador nunca fue remero, era boxeador.
Era profesor de alto nivel de física, matemáticas y educación física, y aplicó sus conocimientos teóricos al desarrollo de una técnica más eficiente del remo. Sus innovaciones afectan tanto a los sistemas de entrenamiento como a la técnica, y el conjunto de sus métodos pasó a conocerse en el mundo del remo como el estilo de Ratzeburg o simplemente el estilo Karl Adam. Adam fue el primero en adaptar el conocido método fartlek y los entrenamientos con intervalos al remo. Fue impulsor de un nuevo y más eficiente diseño de la pala y fue el primero en usar el estilo a la alemana (German rigging), en el que dos remeros de la misma banda se sientan en puestos contiguos, no como en el estilo habitual que van alternativamente a estribor y a babor.
Entre 1959 y 1967, sus botes ganaron siete títulos en los campeonatos del mundo y en los europeos. Además, sus Ochos (8+), consiguieron la medalla de oro en los Juegos Olímpicos de Roma de 1960, plata en los Juegos de Tokio de 1964, y otra vez oro en los de  México 1968. Nada desde entonces en la historia del remo ha igualado el impacto de la explosión del estilo Ratzeburg.